# 塔拉巴伊
塔拉巴伊是巴西圣保罗州的一个市镇。总面积197.221平方公里，总人口6578人，人口密度33.4人/平方公里。